# Монтерки
Монтерки (итал. Monterchi) је насеље у Италији у округу Арецо, региону Тоскана.
Према процени из 2011. у насељу је живело 557 становника. Насеље се налази на надморској висини од 306 м.

## Становништво
Према резултатима пописа становништва 2011. у општини је живело 1.822 становника.
| 1931. | 1936. | 1951. | 1961. | 1971. | 1981. | 1991. | 2001. | 2011. |
| ----- | ----- | ----- | ----- | ----- | ----- | ----- | ----- | ----- |
| 3.320 | 3.374 | 3.389 | 2.823 | 2.022 | 1.919 | 1.913 | 1.880 | 1.822 |

## Партнерски градови
- Фањано Алто